# Rosenheim (Beieren)
Rosenheim is een kreisfreie Stadt in de Duitse deelstaat Beieren. De stad telt 63.591 inwoners (31 december 2020) op een oppervlakte van 37,25 km².

## Stadsindeling

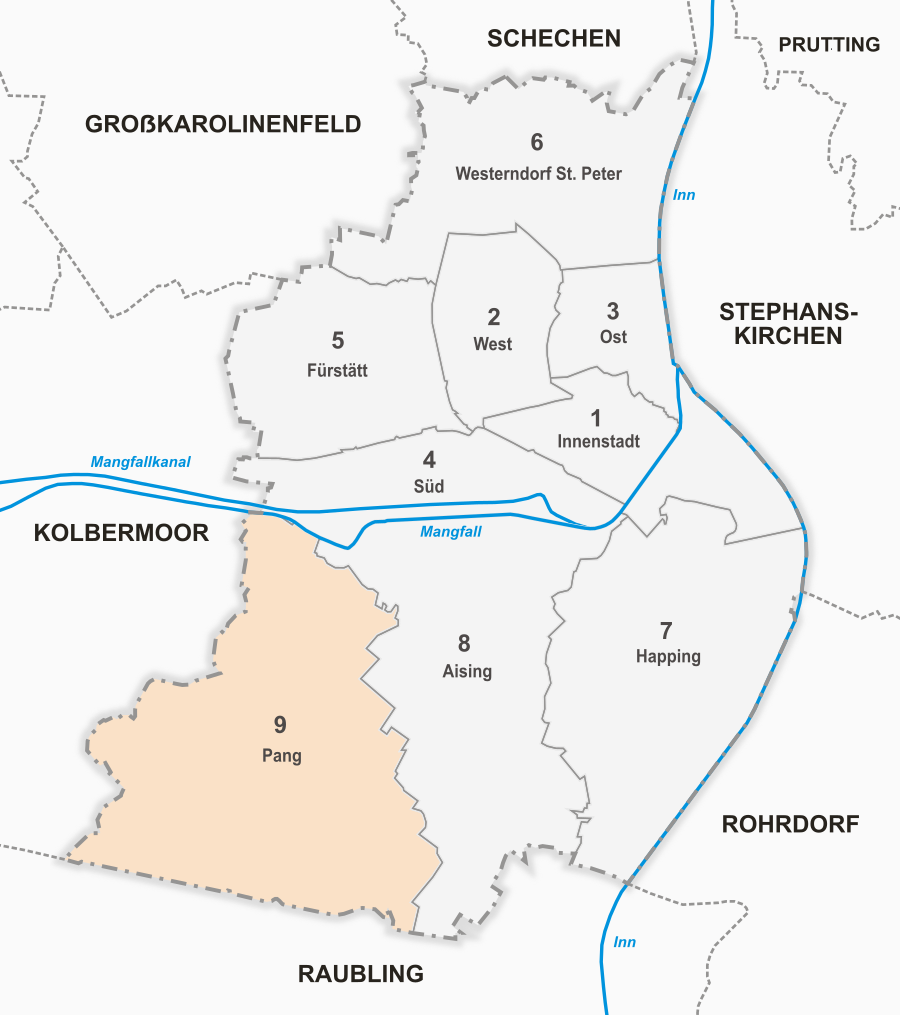
Kaart der stadsdelen van Rosenheim

| Nr.                 | Stadsdeel             | Aantal inwoners |
| ------------------- | --------------------- | --------------- |
| 1.                  | Innenstadt            | 8.675           |
| 2.                  | West                  | 10.898          |
| 3.                  | Ost                   | 8.653           |
| 4.                  | Süd                   | 6.741           |
| 5.                  | Fürstätt              | 1.578           |
| 6.                  | Westerndorf St. Peter | 5.949           |
| 7.                  | Happing               | 6.332           |
| 8.                  | Aising                | 8.166           |
| 9.                  | Pang                  | 3.917           |
| Bevolking juni 2014 |                       |                 |

Rosenheim wordt onderverdeeld in 9  stadsdelen (Stadtteile): Innenstadt, West, Ost, Süd, Fürstätt, Westerndorf St. Peter, Happing, Aising en Pang.
Daarnaast bestaat een ambtelijke, officiële onderverdeling in 30 Gemeindeteile:
| Ten zuiden van de spoorlijn: - Aising - Aising-Schönau - Aisinger Landstraße - Aisingerwies - Au bei Happing - Au bei Rosenheim - Brucklach - Happing - Heilig Blut - Hohenofen | - Kaltmühl - Kaltwies - Oberkaltbrunn - Oberwöhr - Pang (Rosenheim) - Pösling - Schlipfham - Schwaig - Stocka - Unterkaltbrunn - Westerndorf of Westerndorf am Wasen, bij Pang | Ten noorden van de spoorlijn: - Egarten - Erlenau - Fürstätt - Langenpfunzen - Mitterfeld - Rosenheim - Wehrfleck - Wernhardsberg - Westerndorf St.Peter |

Twee plaatsjes binnen de gemeente,  Endorferau en Kastenau, zijn geen officiële Gemeindeteile.

### Wapensvan enige stadsdelen

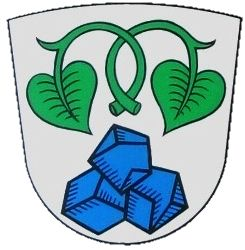
Aising
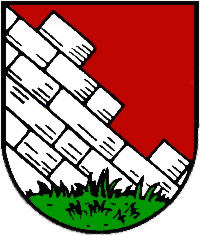
Pang
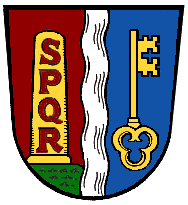
Westerndorf St. Peter

## Geologie en geografie
Rosenheim ligt 25 à 30 km ten noorden van  de uitlopers van de Alpen aan de rivier de Inn. Een 58 km lange, uit de Tegernsee komende zijrivier, de Mangfall, en ook twee kleine beken, de Sims en de Rohrdorfer Achen, monden in de gemeente Rosenheim uit in de Inn. Direct ten westen van stadsdeel Pang ligt Kolbermoor, in feite een voorstad van Rosenheim.

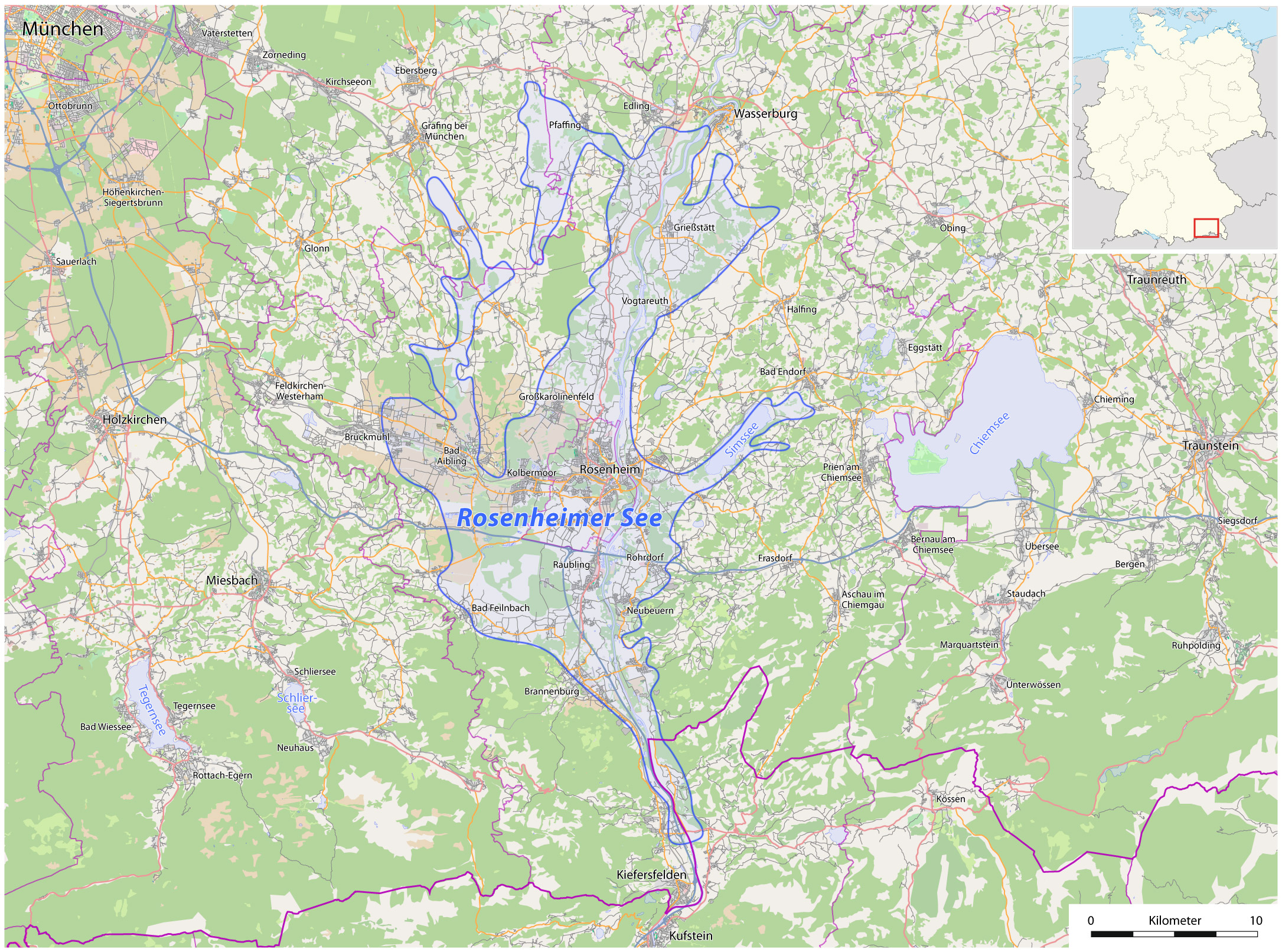
Maximale uitbreiding Rosenheimer See
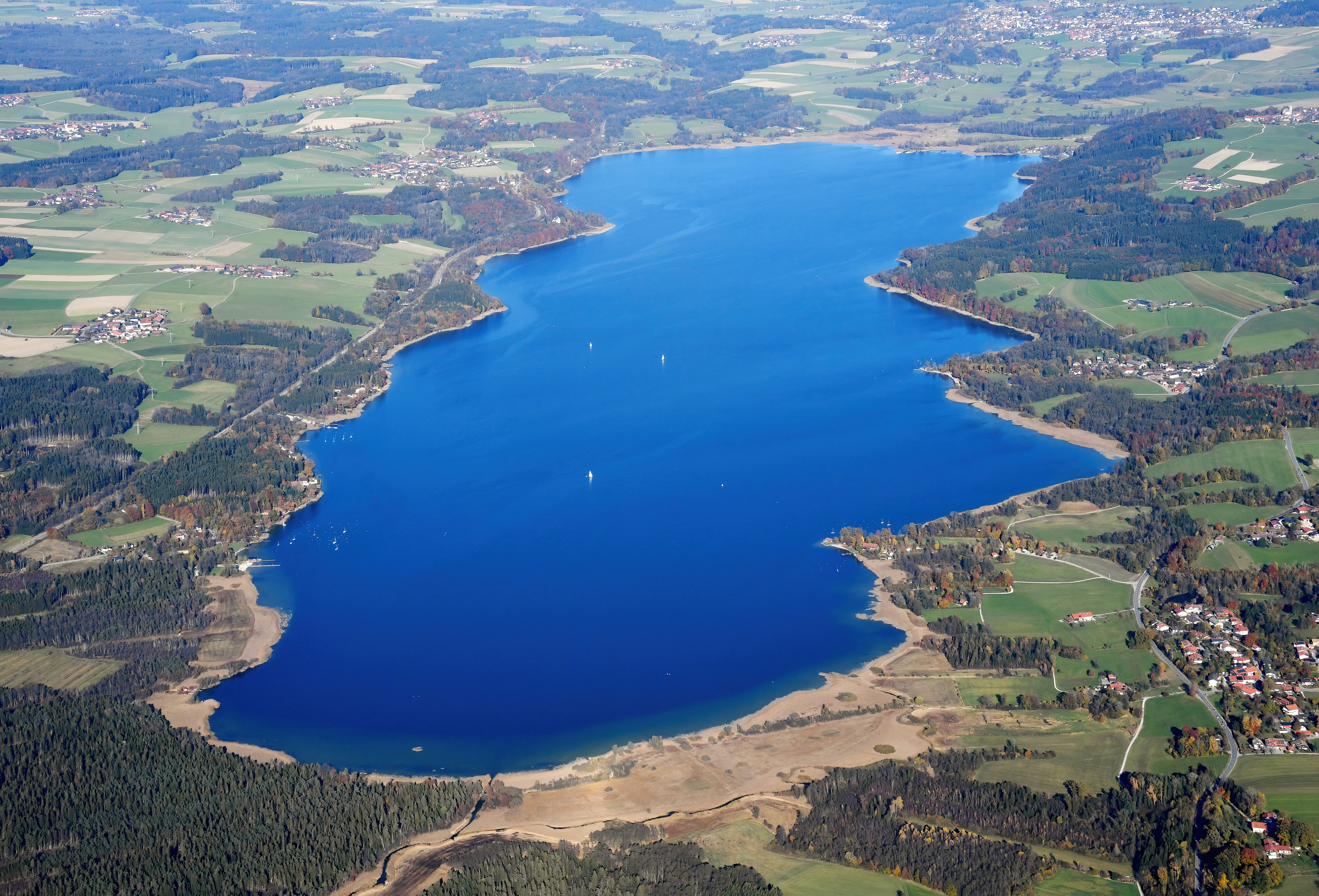
De Simssee, Bad Endorf

Rosenheim ligt in het zogenaamde Rosenheimer Becken. Aan het eind van het Würm Glaciaal, ca. 10.000 jaar vóór de jaartelling, smolten gletsjers in het dal van de Inn. Door de overstroming ontstond een circa 420 km² groot meer, de Rosenheimer See. In de eeuwen daarna verlandde dit meer en ontstond een dikke laag veen, ongeveer 450 meter boven zeeniveau gelegen. De 6½ km² grote Simssee, 7 km ten oosten van Rosenheim, is daar als enige restant van overgebleven.
Het klimaat van Rosenheim is regenrijker dan het gemiddelde voor geheel Duitsland.

### Grote steden in de omgeving
- München, 60 km ten noordwesten van Rosenheim
- Salzburg, Oostenrijk, 80 km ten oosten
- Innsbruck, Oostenrijk, 110 km ten zuidwesten

### Naburige gemeenten
- Großkarolinenfeld, in het NW (noordwesten)
- Schechen, in het N
- Kolbermoor, in het W
- Raubling, in het Z
- Rohrdorf, in het ZO
- Stephanskirchen, in het O

### Infrastructuur

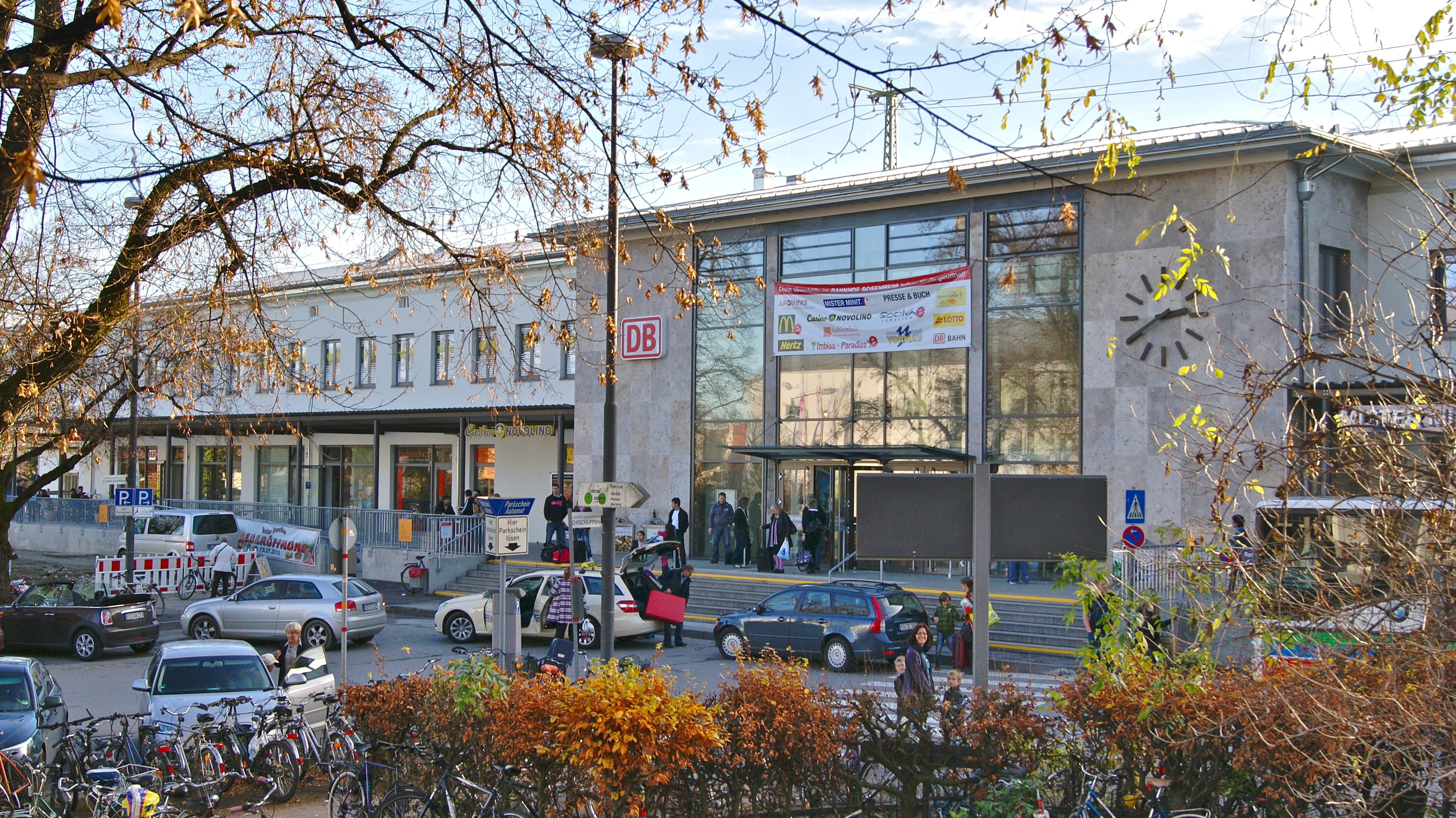
Station

Belangrijke verkeerswegen in de gemeente zijn:
- de Autobahn A8 München-Salzburg, die zuidelijk langs de stad loopt.  Via afritten 100b en 102 kan men Rosenheim  bereiken.
- de  bij Dreieck Inntal, afrit 101, van de A8 afsplitsende Autobahn A93 richting de Brennerpas en Italië
- vanuit het noorden: de  B15 Landshut - Rosenheim

Station Rosenheim ligt aan de volgende spoorlijnen:
- Spoorlijn Holzkirchen - Rosenheim
- Spoorlijn Rosenheim - Salzburg
- Spoorlijn Rosenheim - Kufstein
- Spoorlijn München - Rosenheim
- een lokaalspoorlijn via Wasserburg am Inn naar  Mühldorf
- een kleine goederenspoorlijn naar Rohrdorf (am Inn), ten behoeve van de cementfabriek in die plaats. In de periode van de Wiesn rijden hier incidenteel  ook kleine passagierstreinen.
- Zie ook : Rosenheimer Kurve.

De onderneming ROVG GmbH verzorgt in Rosenheim het stads- en streekbusvervoer. Van de 10 stadsbuslijnen doen de meeste zowel een halte bij het stadscentrum als een halte bij het, ten noordoosten daarvan gelegen, treinstation aan. Op werkdagen overdag rijden deze bussen een halfuurdienst.

## Economie
In Rosenheim bevindt zich de fabriek van Klepper vouwkano's.
Rosenheim heeft een eeuwenoude traditie in hout verwerkend ambacht. In de stad staan ook tegenwoordig nog  talrijke kleine en middelgrote houtverwerkende bedrijven, waaronder een fabriek van parketvloeren en één van raam- en deurkozijnen.
De stad heeft twee bierbrouwerijen (Flötzinger Bräu en Auerbräu), die beide belangrijke sponsors van het Herbstfest zijn.
De gunstige ligging heeft Rosenheim gemaakt tot een regionaal logistiek centrum van belang. 
Het toerisme in de stad is niet zonder belang, vanwege de goede bereikbaarheid, de bezienswaardigheden en de fraaie omgeving. Veel mensen beginnen hun kampeer- of skivakantie in de Beierse Alpen of Oostenrijk in en om Rosenheim.

## Geschiedenis

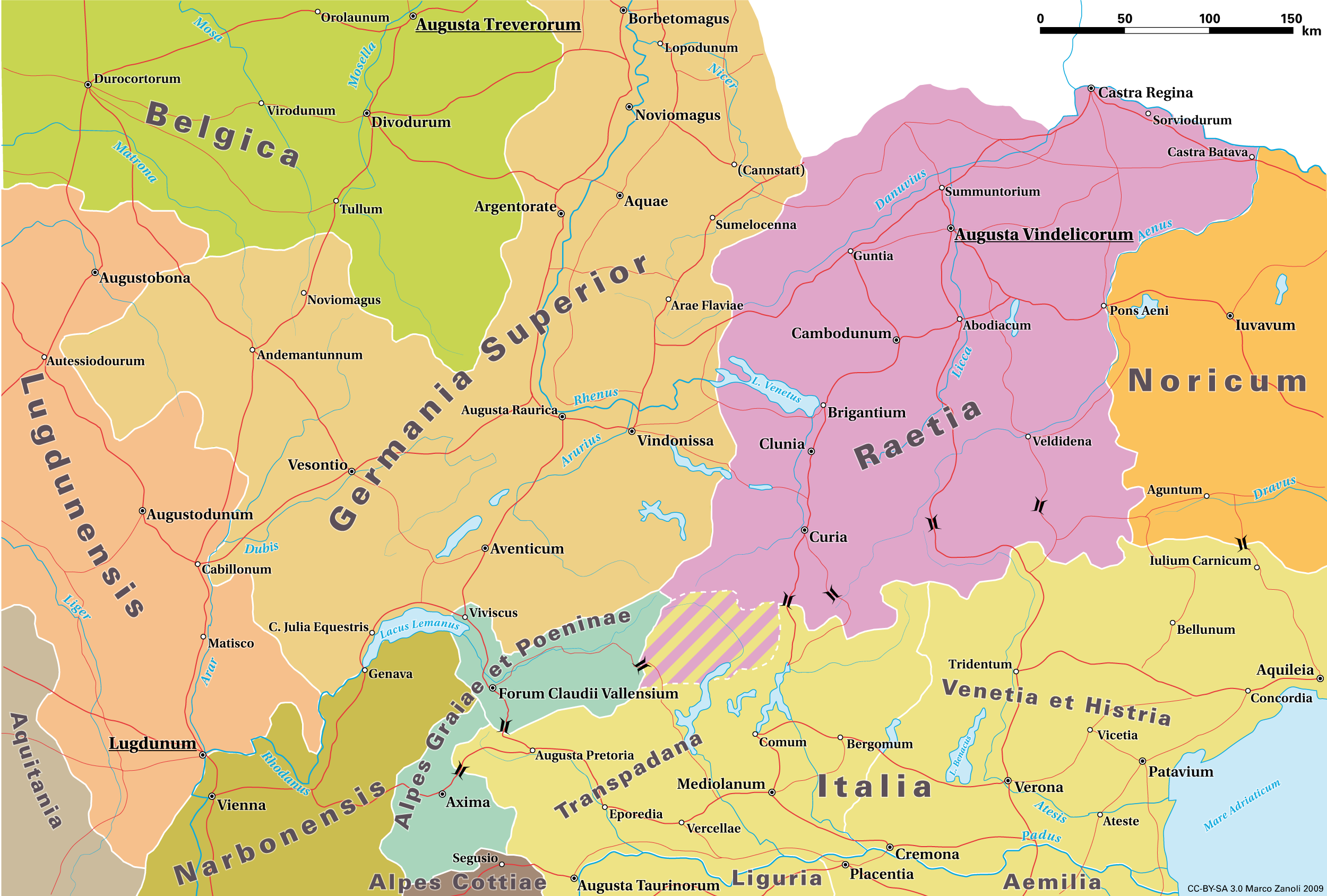
Kaart Raetia en Noricum (2e eeuw)
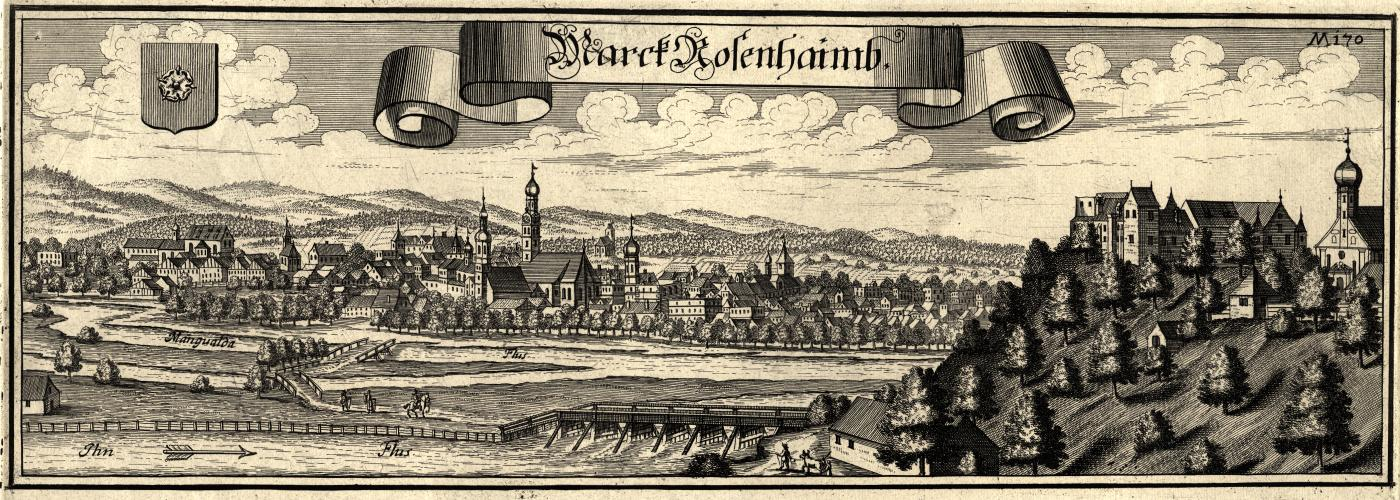
Michael Wening, kopergravure Markt Rosenheim (1701)

Rond het begin van de jaartelling kruisten hier twee belangrijke heerwegen van het Romeinse Rijk elkaar. Hier bestond honderden jaren lang, op de grens van de Romeinse provincies Raetia en Noricum, een nederzetting met de naam „Pons Aeni“ (Brug over de Inn). Deze staat ook vermeld op de 4e-eeuwse Peutingerkaart. De Bajuwaren, die zich hier in de vroege middeleeuwen vestigden, verbasterden de naam van deze plek tot Pfunzen. Nog altijd bestaat er bij Rosenheim een plaatsje Langenpfunzen.
Waarschijnlijk is de brug over de Inn vrijwel onafgebroken van de Romeinse tijd tot de middeleeuwen blijven staan. Aan de westzijde van de rivier ontstond in de 12e eeuw een schippers- en marktdorp. Veel goederen, waaronder zout uit de belangrijke Tiroler zoutmijnstad Hall, werden van daar de Inn stroomafwaarts, en verder langs de Donau verscheept, onder andere naar Wenen. Nog altijd is het nu in Duitsland liggende Rosenheim feitelijk ook een Oostenrijks knooppunt; treinen vanuit Tirol rijden via Kufstein en Rosenheim over spoorlijnen langs de Inn en de Donau naar Wenen toe.
In 1234 werd Rosenheim, waarvan de naam niet bevredigend verklaard kan worden, gesticht. Misschien heet het naar de Burg Rosenheim, een door heren uit Wasserburg am Inn gesticht  kasteel, dat van de 12e eeuw tot de 18e eeuw bestond in de oostelijke buurgemeente van Rosenheim, Stephanskirchen. In 1328 verkreeg het marktrecht en werd zo een zgn. Markt, een vlek met marktrecht. De bloei van Rosenheim door onder andere de zouthandel en -overslag eindigde met de Dertigjarige Oorlog (1618-1648). Daarbij kwamen een pestepidemie in 1634 en een grote brand in het centrum in 1641.
In 1864 verkreeg Rosenheim van koning Ludwig II van Beieren het stadsrecht. Van 1810 tot 1958 was er een Saline, een complex zoutziederijen, gevestigd, wat de stad in de eerste helft van de 19e eeuw een economische boost gaf. In 1858 verkreeg de stad aansluiting op het spoorwegnet. In 1876 werden de spoorlijn en het station in zuidwestelijke richting naar de huidige locatie verplaatst; de opgebroken oude spoorlijn is nog in één der hoofdstraten van de stad te herkennen. In de periode van plm. 1880-1914 werd de stad verder uitgebreid. In die tijd had Rosenheim 9 bierbrouwerijen. Ook is Rosenheim vanaf 1885 een kuuroord geweest, omdat men er als geneeskrachtig beschouwde baden in zout water kon nemen; tot de kuurgasten behoorde onder anderen keizer Wilhelm I van Duitsland. Na de Eerste Wereldoorlog hield het kuurbedrijf op te bestaan.
In 1919 en 1920 was het in Rosenheim politiek onrustig; het was een politieke hotspot in de linkse Münchense Radenrepubliek. Rechtse vrijkorpsen maakten met harde hand een einde aan het linkse bewind. In de periode daarna waren het nationaalsocialisme en het daarmee gepaard gaande antisemitisme in Rosenheim, zoals ook elders in Beieren, krachtig. Adolf Hitlers NSDAP had er relatief veel aanhang.
Rosenheim werd tijdens de Tweede Wereldoorlog verscheidene  malen getroffen door geallieerde luchtaanvallen. Deze waren meestal gericht tegen het strategisch belangrijke  spoorwegemplacement. De bombardementen op 20 oktober 1944 en op 18 april 1945, kort voor de verovering van Rosenheim door Amerikaanse troepen, waren het zwaarst, en kostten tientallen mensen  het leven.
Na de oorlog was in de stad korte tijd een geallieerd opvangcentrum voor displaced persons, met name joden, gevestigd. 
In 1971 werd in de stad een Fachhochschule, sedert 2018 een technische hogeschool, gesticht. De instelling biedt onder meer gespecialiseerde studies aan met betrekking tot de bouwnijverheid en de houtbewerking. De instelling kan met een Nederlandse HBO vergeleken worden.
Stadsdeel Pang wordt in 752 voor het eerst, onder de naam „Painga“, in een document vermeld. De naam zou afgeleid zijn van die van een stamhoofd der Bajuwaren, Pao.

## Sport
De stad beschikt over een overdekte ijshockeyhal, het ROFA-Stadion. IJshockey (Starbulls Rosenheim) is al sedert kort na de Tweede Wereldoorlog naast voetbal de belangrijkste sport in Rosenheim.
Zie ook:
- SB DJK Rosenheim

## Bezienswaardigheden,  musea, evenementen
- Enige rooms-katholieke kerkgebouwen in de gemeente zijn cultuur- of architectuurhistorisch interessant. Meestal dateren deze gebouwen uit de 17e of 18e eeuw en zijn ze van een inrichting in barok- of rococostijl voorzien. Zie onderstaande afbeeldingen. 
  - De door de grote, uivormige koepel opvallende bedevaartkerk Johannes de Doper en H. Kruis te Westerndorf am Wasen (bij Pang) geldt als zeer bezienswaardig.  Meer, vooral kunsthistorische, informatie over dit gebouw is te vinden op de Duitse Wikipedia onder het lemma St. Johann Baptist und Heilig Kreuz.
- Musea:
  - Het Städtische Museum bevindt zich sedert 1885 in de 14e-15e-eeuwse stadspoort Mittertor. Het is een uitgebreid streekmuseum met veel aandacht voor de geschiedenis van de stad Rosenheim. Een dependance, gevestigd in een voormalig pompgebouw van de Saline, is aan dit zoutverwerkingsbedrijf  (1810-1958) gewijd.
  - Een in 2001 gerenoveerd Klepper- vouwkano-museum staat direct ten zuidwesten van het station, aan de hier gekanaliseerde Mangfall.
  - Dicht bij de verkeersbrug in de stad over de Inn staat een op een Oost-Nederlandse boerderij lijkend gebouw, dat sinds 1986 het Inn-Museum huisvest. Het behandelt onder meer de scheepsbouw en scheepvaart in de regio.
  - Het Holztechnische Museum voor houtbewerking en -techniek is sinds 1990 gevestigd in het monumentale Ellmaierhaus in de binnenstad.
  - Een van de van 1858-1876 in de stad gelegen spoorlijn overgebleven locomotiefloods (Lokschuppen, bouwjaar 1858) is als industrieel erfgoed blijven bestaan en is sinds 1988 een expositiegebouw voor culturele of historische tentoonstellingen.
  - Het gebouw van de Städtische Galerie aan de Max-Bram-Platz is door de nazi-architect German Bestelmayer[3] ontworpen en werd in 1937 voltooid. Er is voornamelijk schilderkunst uit vooral de 19e en 20e eeuw te zien.
- Eind augustus en begin september  vindt ieder jaar, rondom het plein Loretowiese,  in enkele grote, grotendeels door de beide brouwerijen bekostigde, feesttenten het 16 dagen durende  Rosenheimer Herfstfeest of Wiesn plaats. Het wordt, vooral door de Beierse mensen zelf, beschouwd als een authentieker alternatief voor het Münchener Oktoberfest, dat sterk vercommercialiseerd is. Bij het feest, dat veel op een kleinere versie van het Oktoberfest lijkt, vindt o.a. ook een grote kermis plaats. Het Herbstfest trekt, naar schatting van de organisatoren, jaarlijks één miljoen bezoekers, ongeveer 20% van dat van het Münchener evenement.
- Veel mensen uit Rosenheim gaan voor watersport- en strandvertier naar de fraai gelegen Simssee bij het 7 km oostelijker gelegen Bad Endorf. Een deel van dit meer en zijn oevers is natuurreservaat. Er loopt een 20 km lang fietspad omheen. Ook de Chiemsee ligt op fietsafstand van Rosenheim; de westoever van dit meer ligt minder dan 25 km ten oosten van Rosenheim.
- Het cultuur- en congrescentrum van de stad staat sedert 1967 op de plaats van de voormalige Saline en werd in 1982 door het huidige gebouw vervangen.

## Afbeeldingen

### Kerkgebouwen

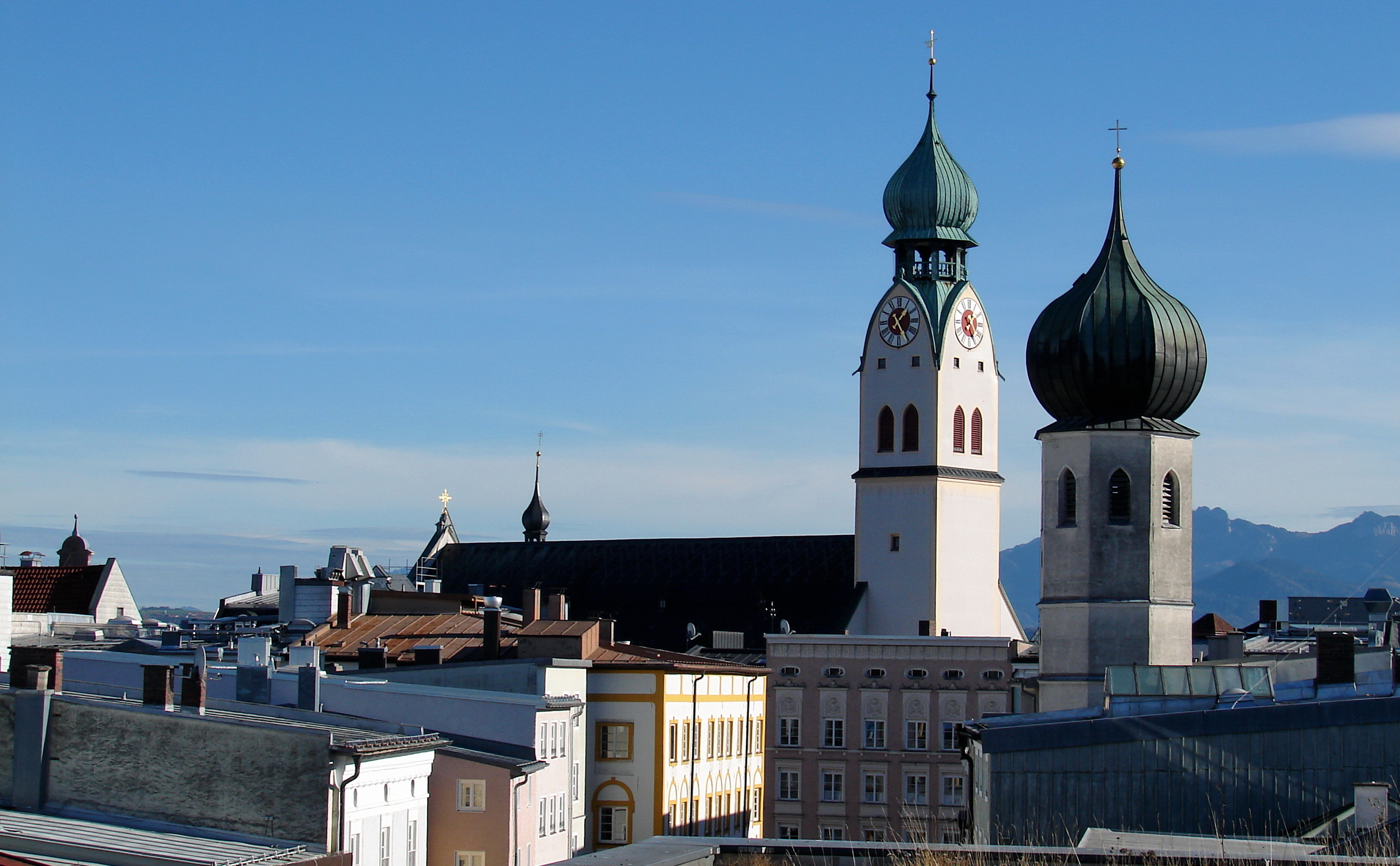
Gezicht op de Sint-Nicolaaskerk (gotisch, 1450) en de H. Geestkerk (1449) te Rosenheim-stad
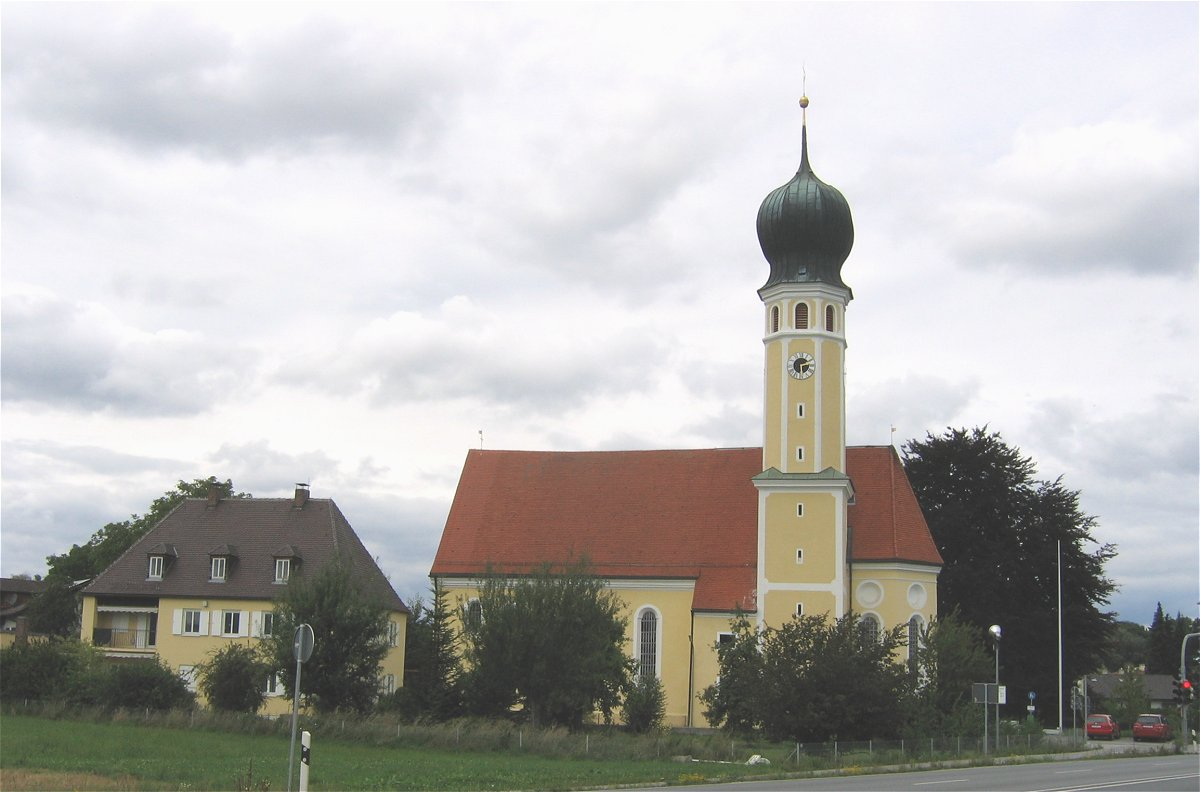
Heilig-Bloed-bedevaartkerk
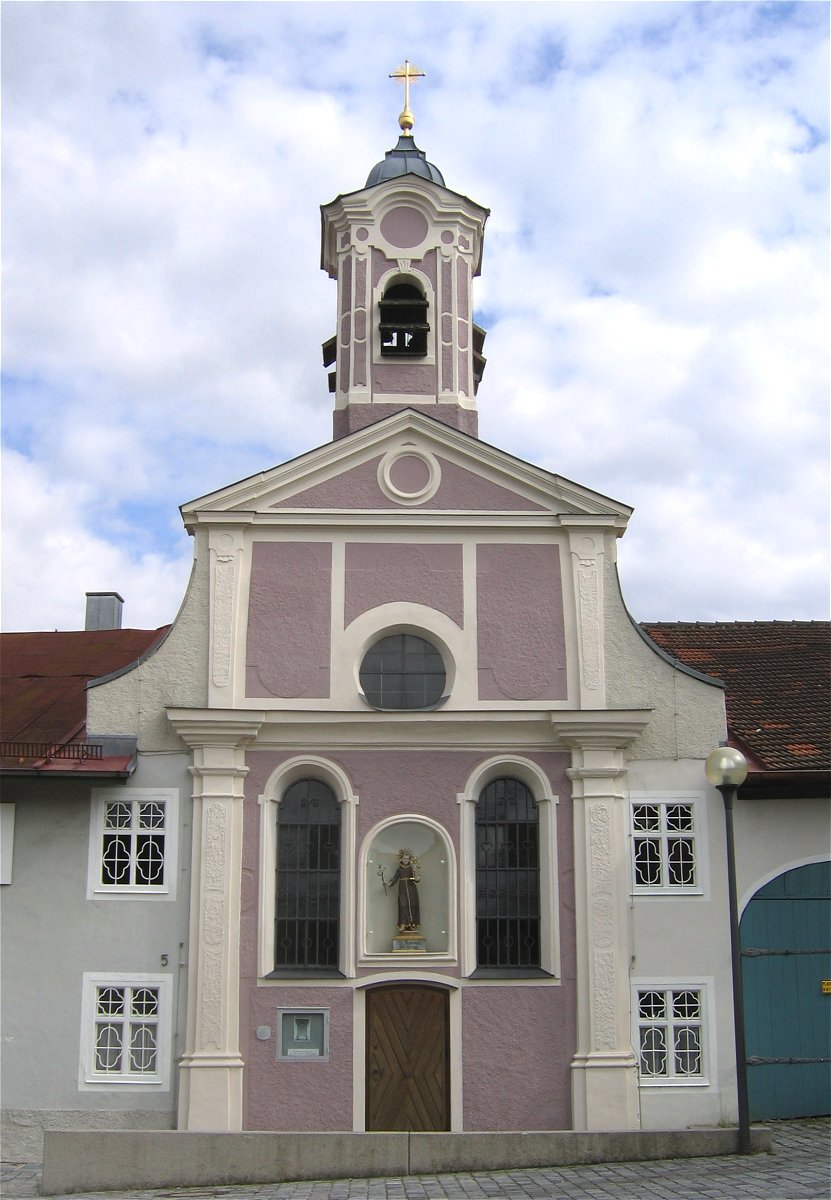
Rossacker-kapel
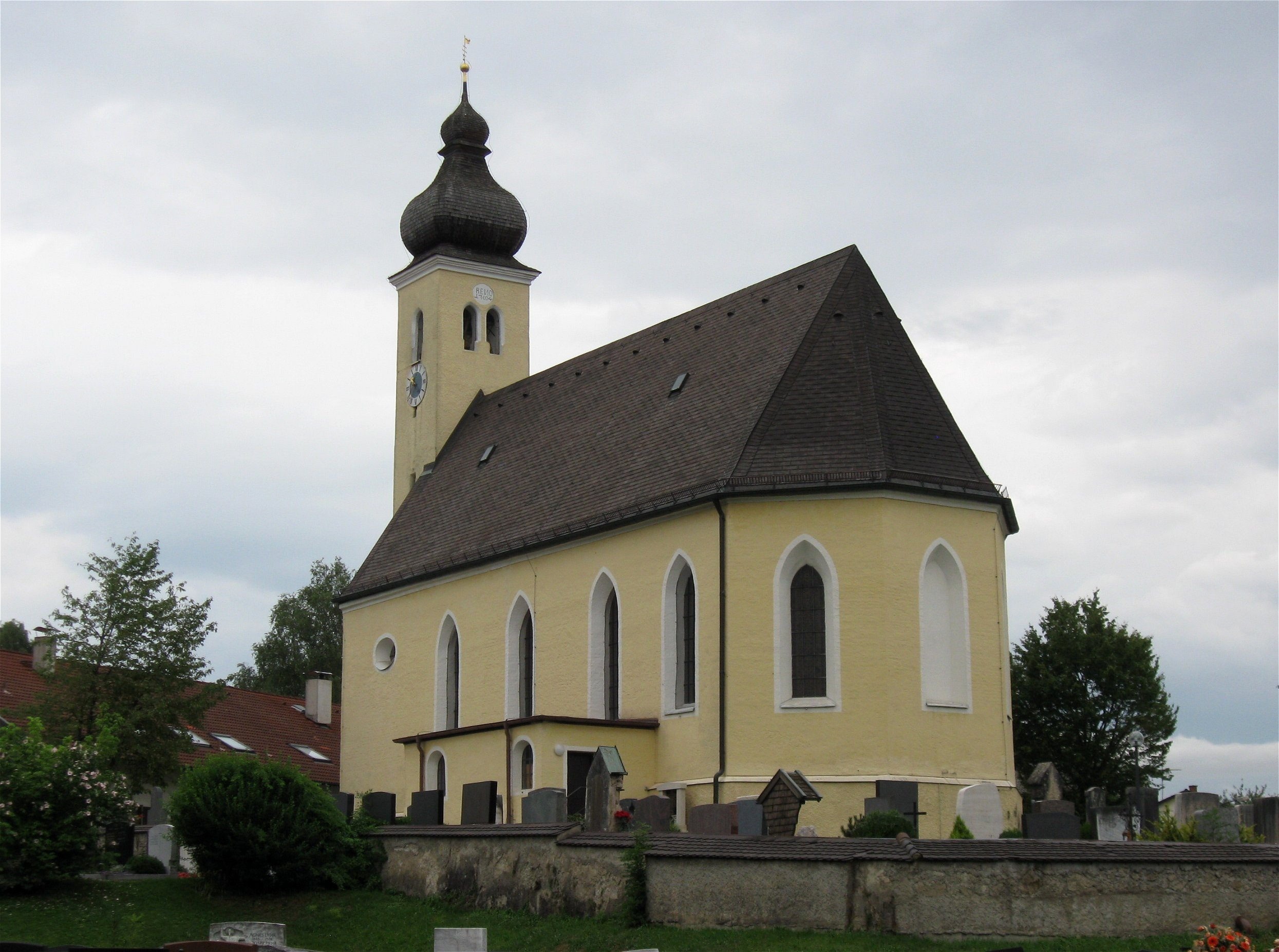
Aising, Sint-Stefanuskerk
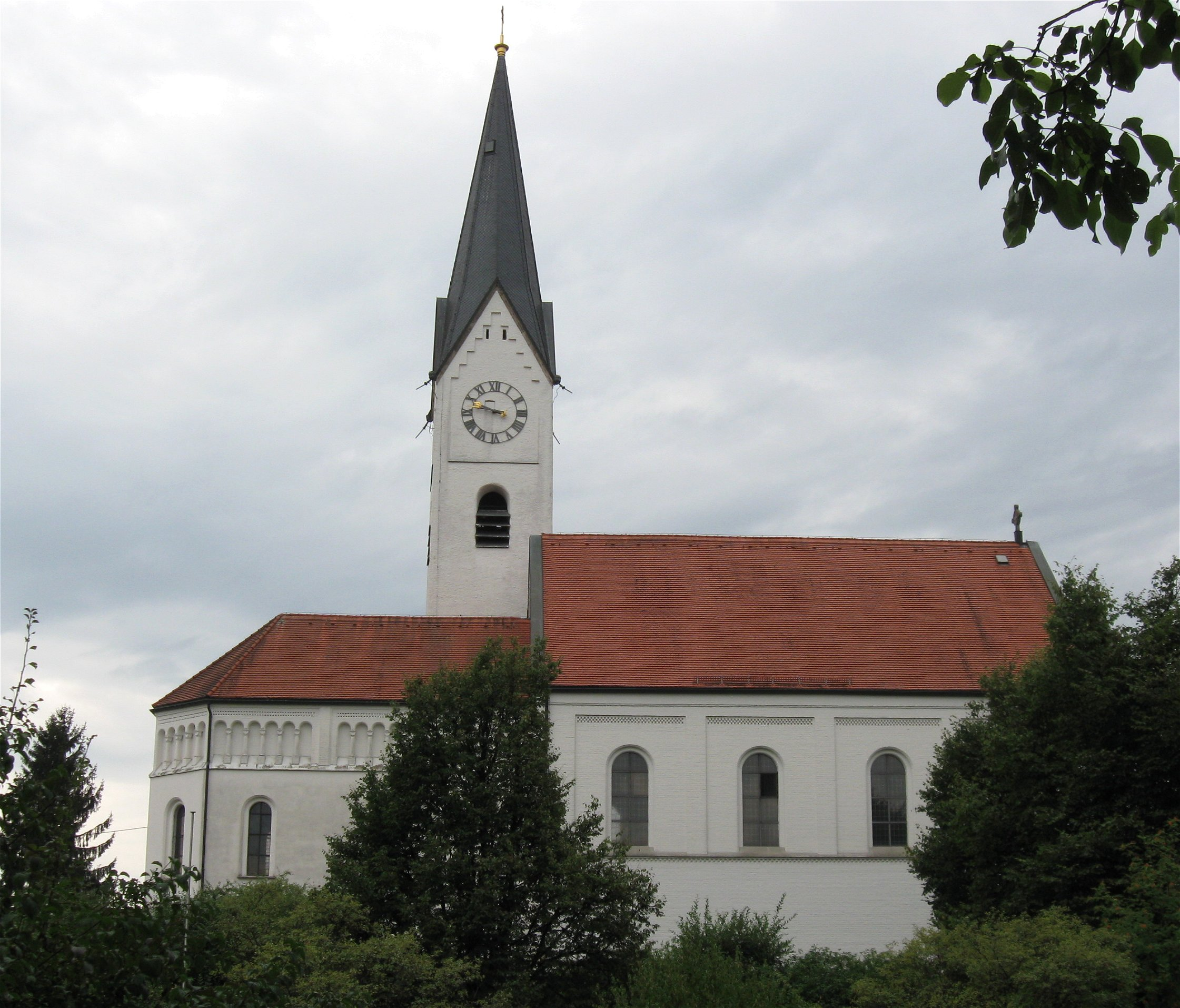
Pang, O.L.V. Ten-Hemelopnemingskerk
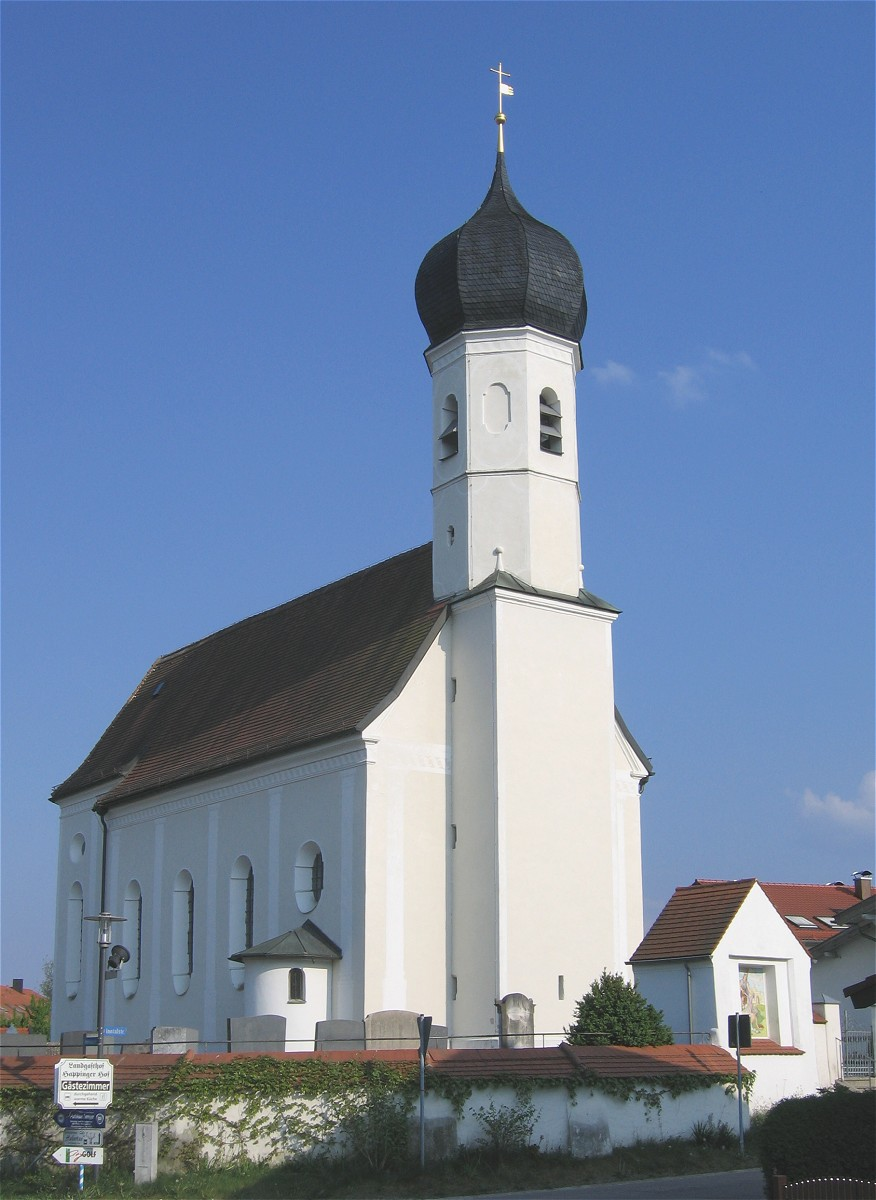
Happing, Sint-Maartenskerk
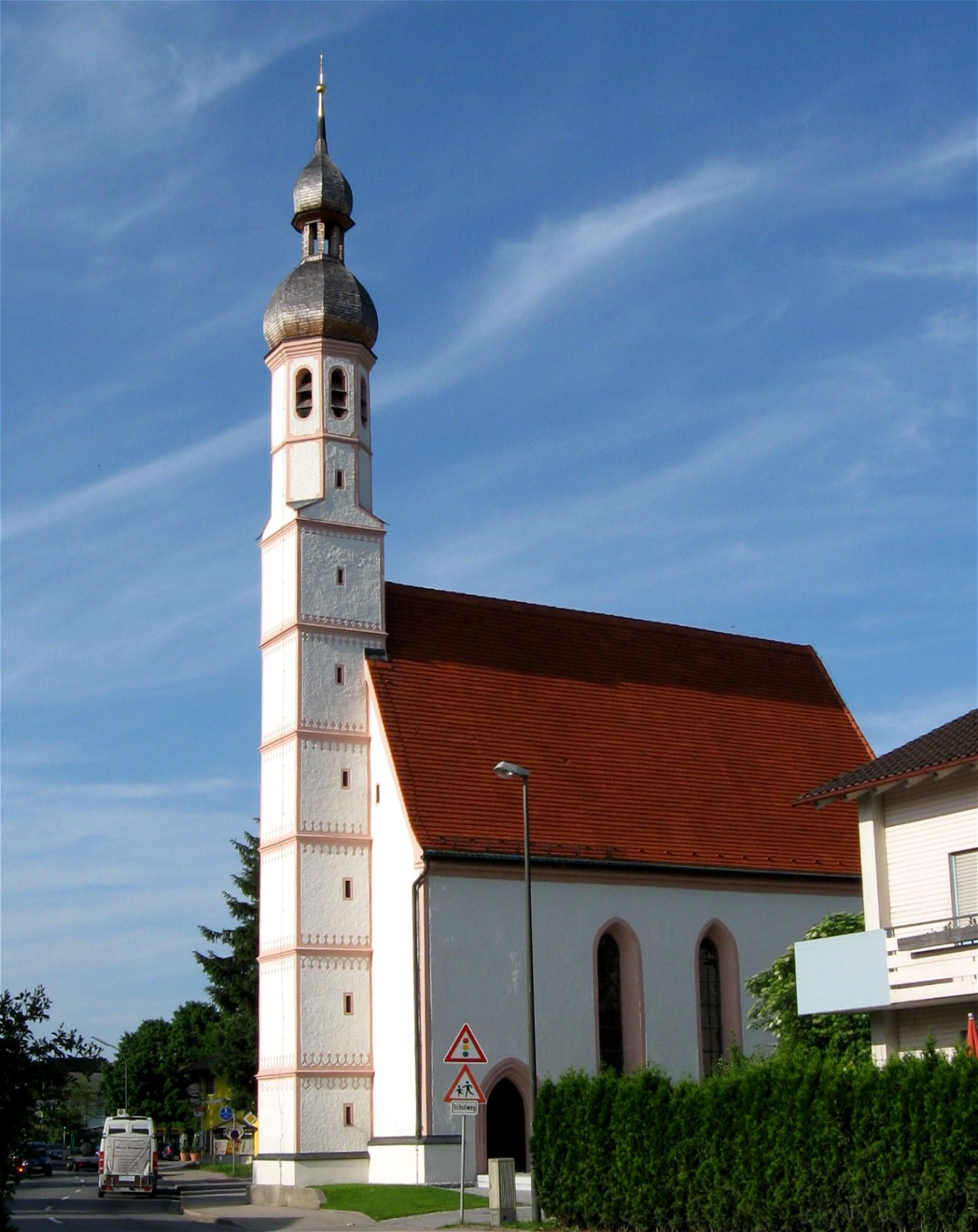
Westerndorf-St. Peter, Sint-Pieterskerk
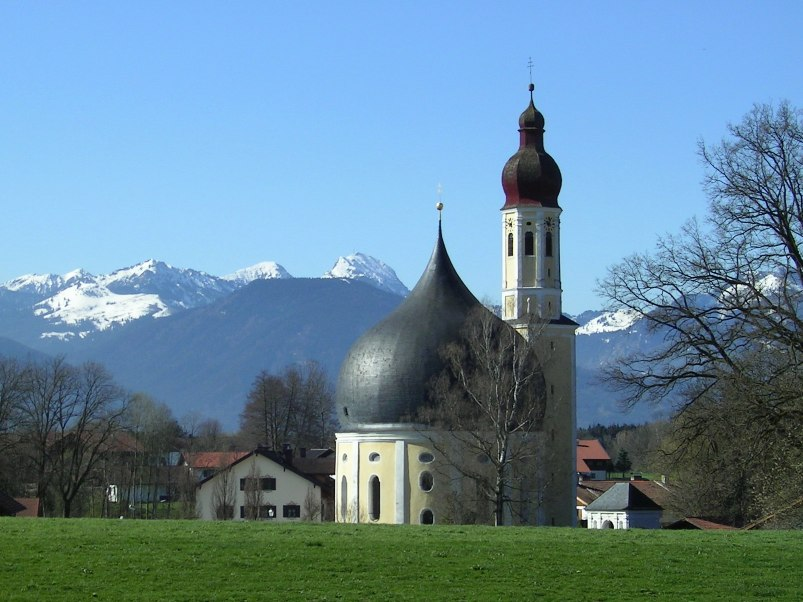
Westerndorf am Wasen (bij Pang), bedevaartkerk Johannes de Doper en H. Kruis
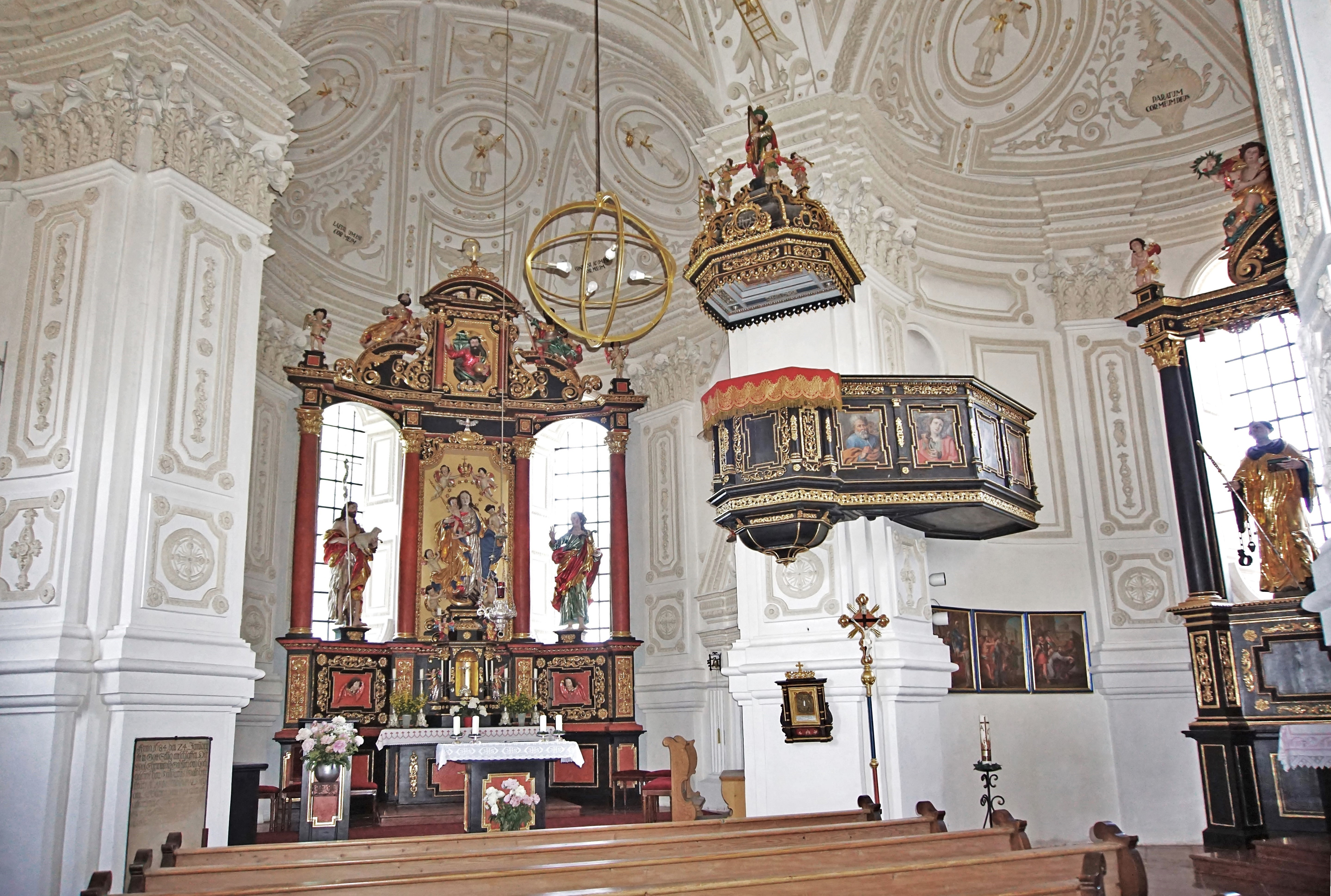
Interieur van deze kerk
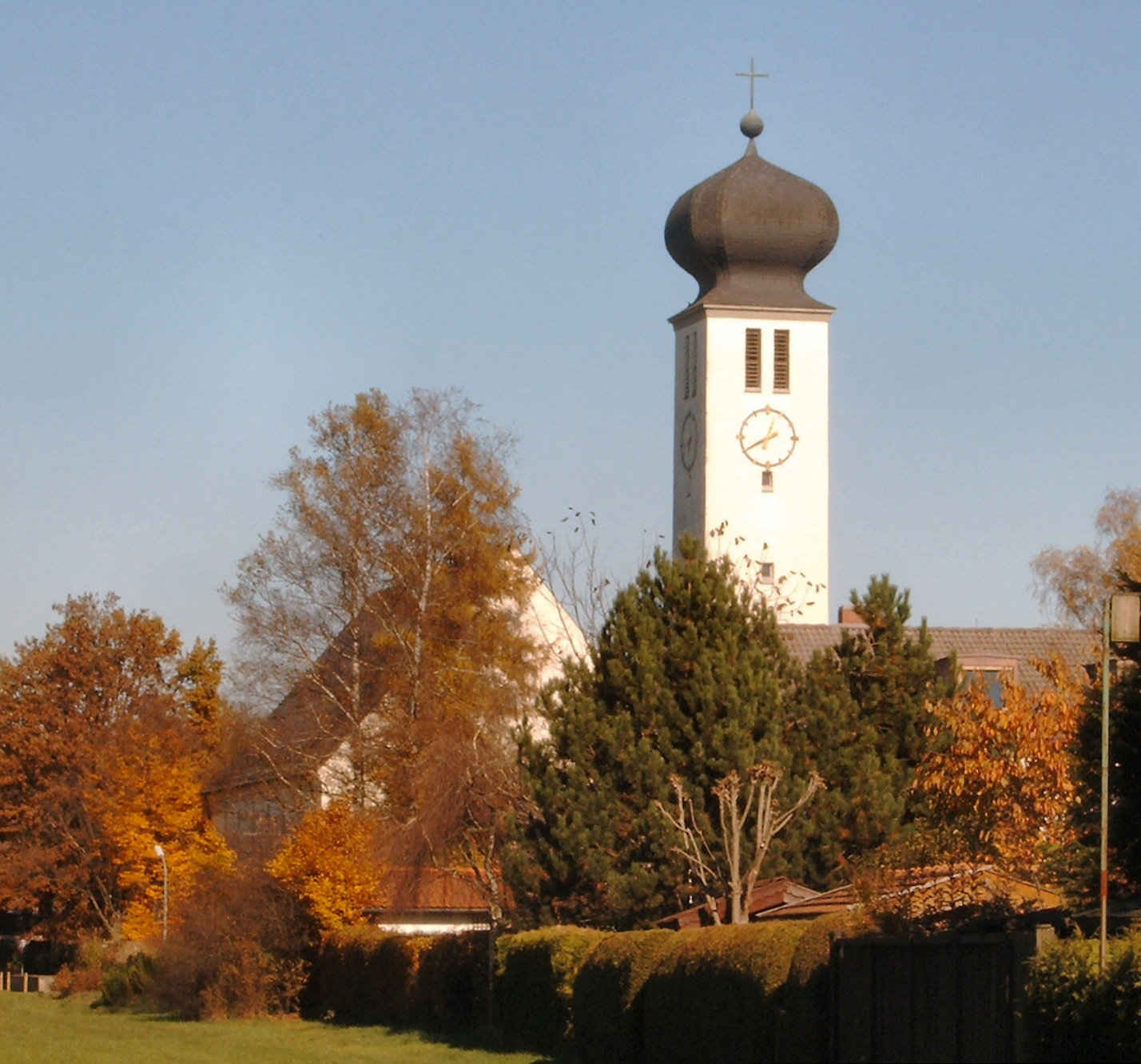
St. Jozef-de-Arbeiderkerk, Oberwöhr

### Overige

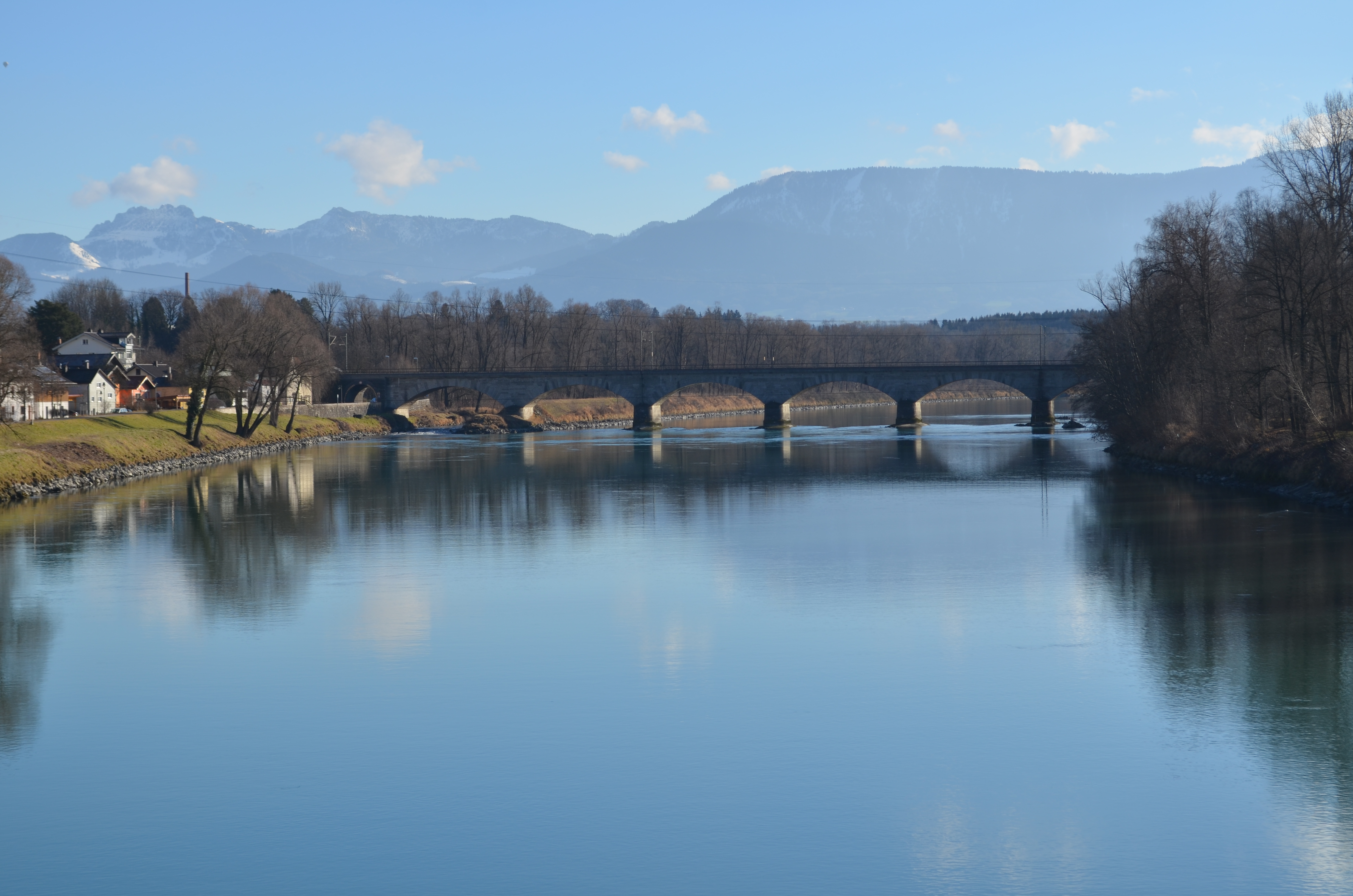
Brug over de Inn bij Rosenheim
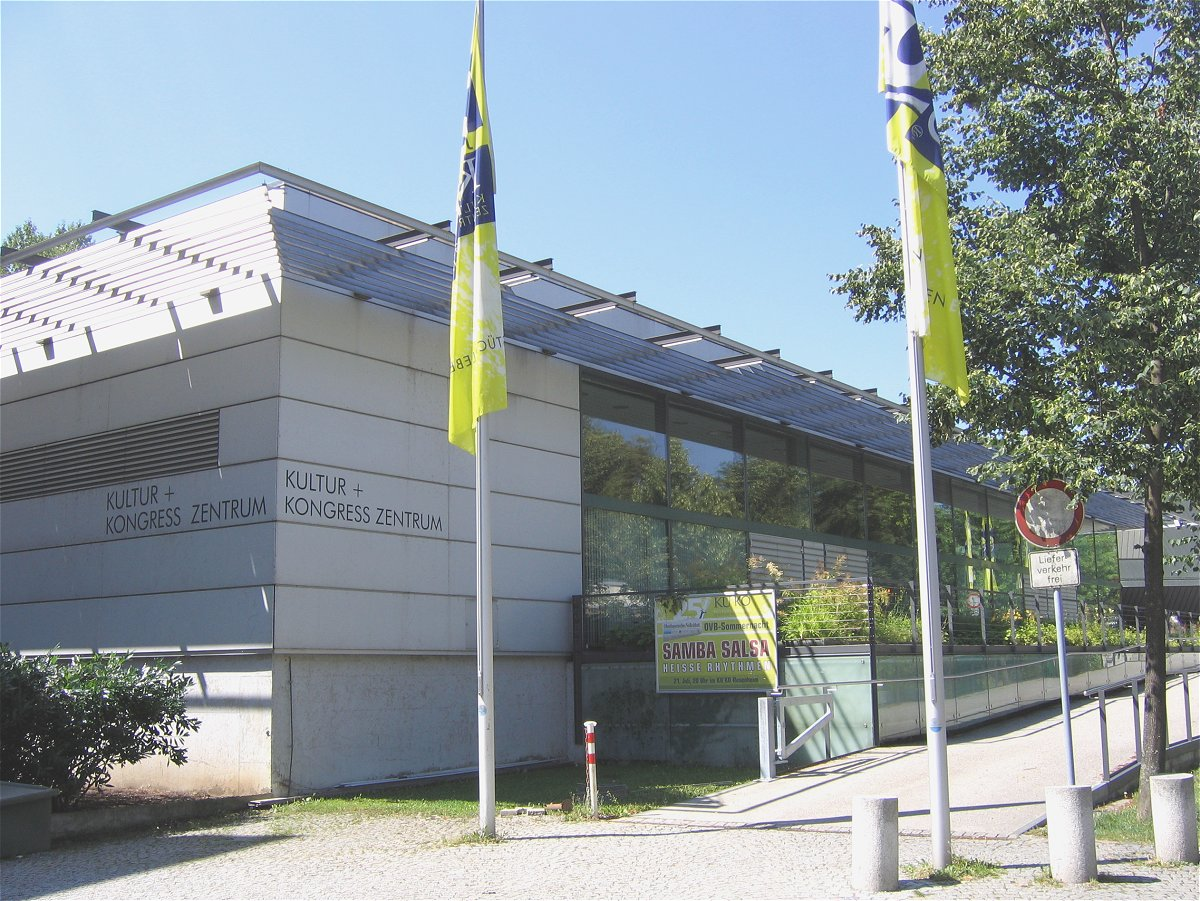
Cultuur- en congrescentrum
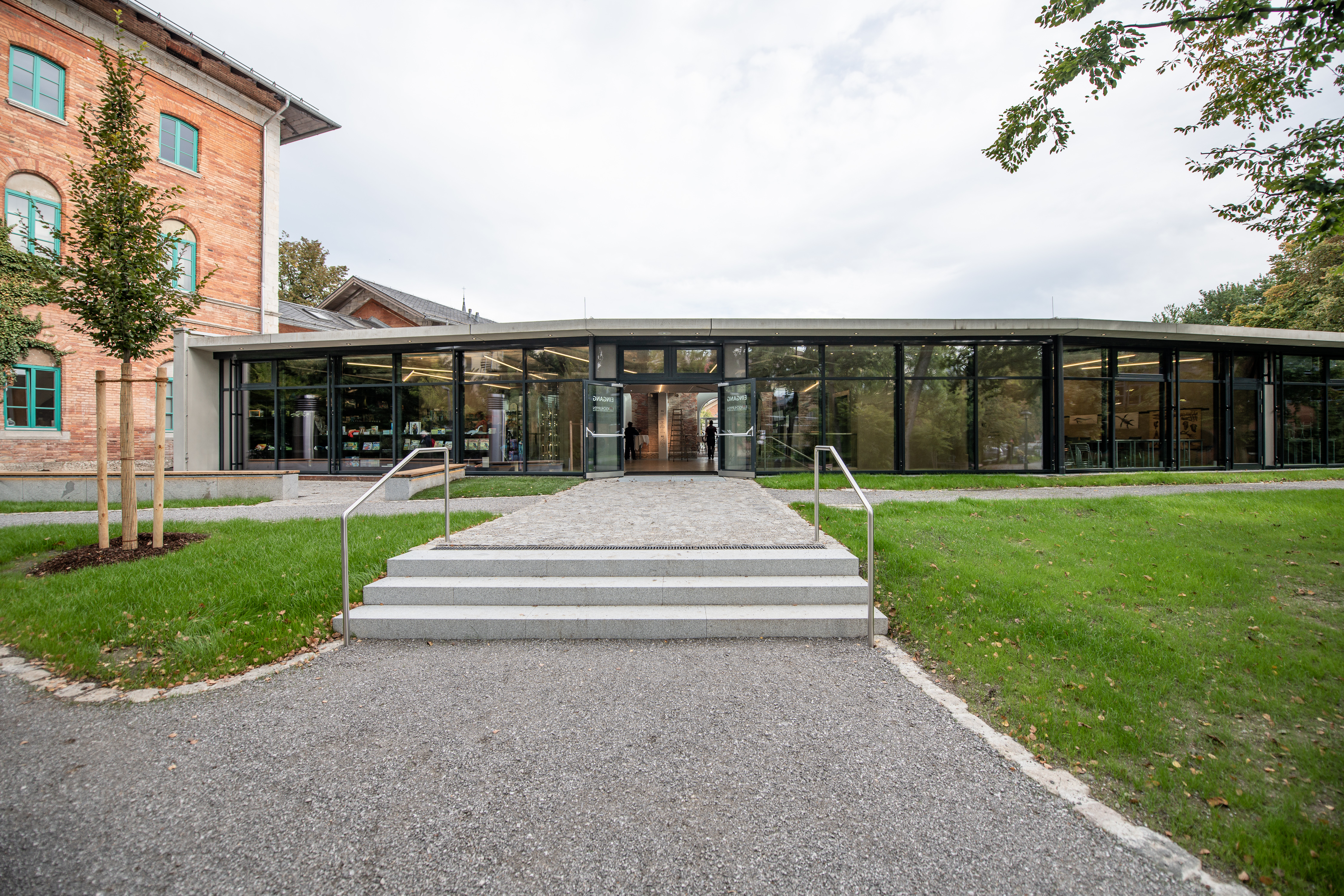
Expositiecentrum Lokschuppen
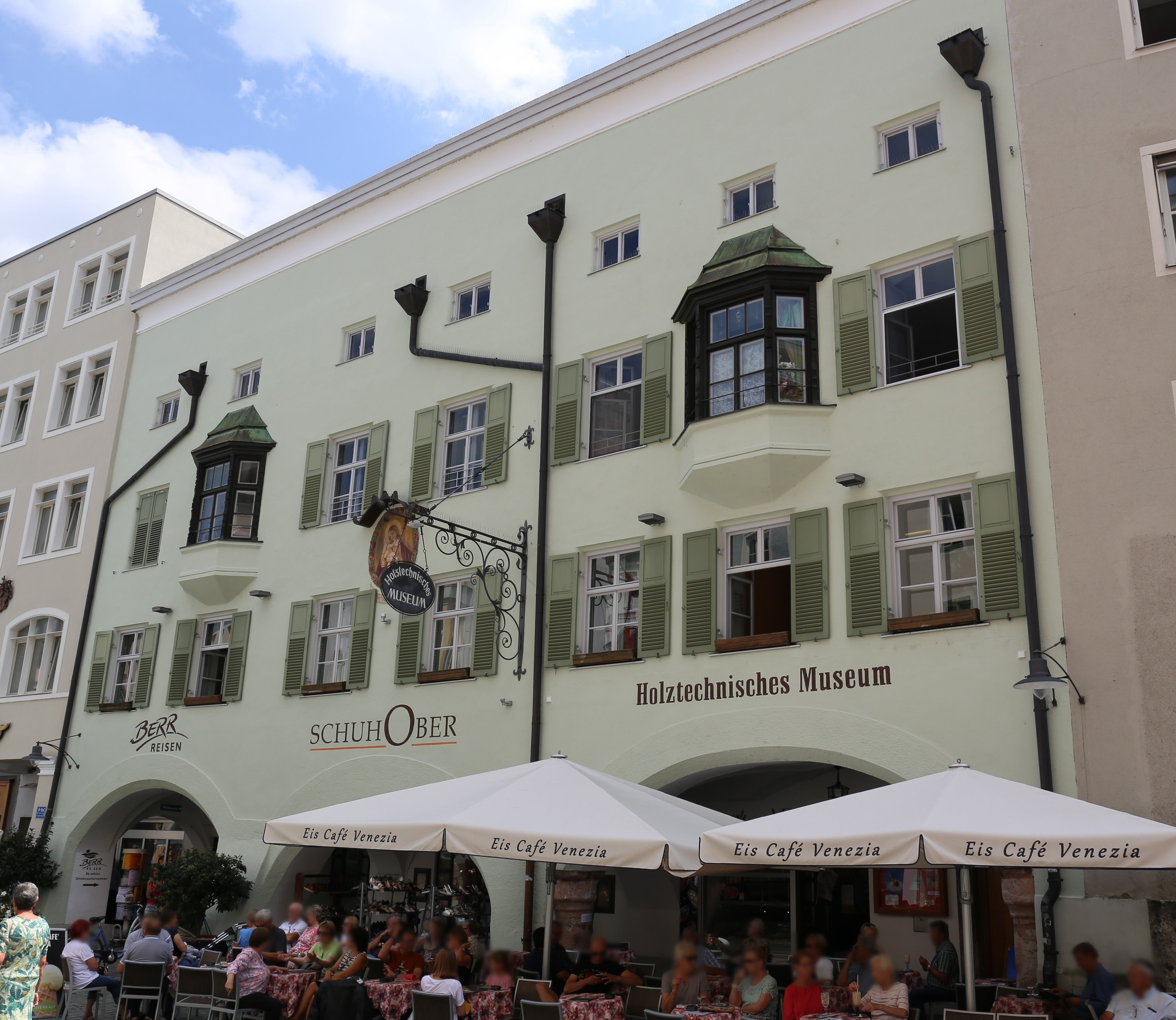
Ellmaierhaus met museum, Max-Josefs-Platz
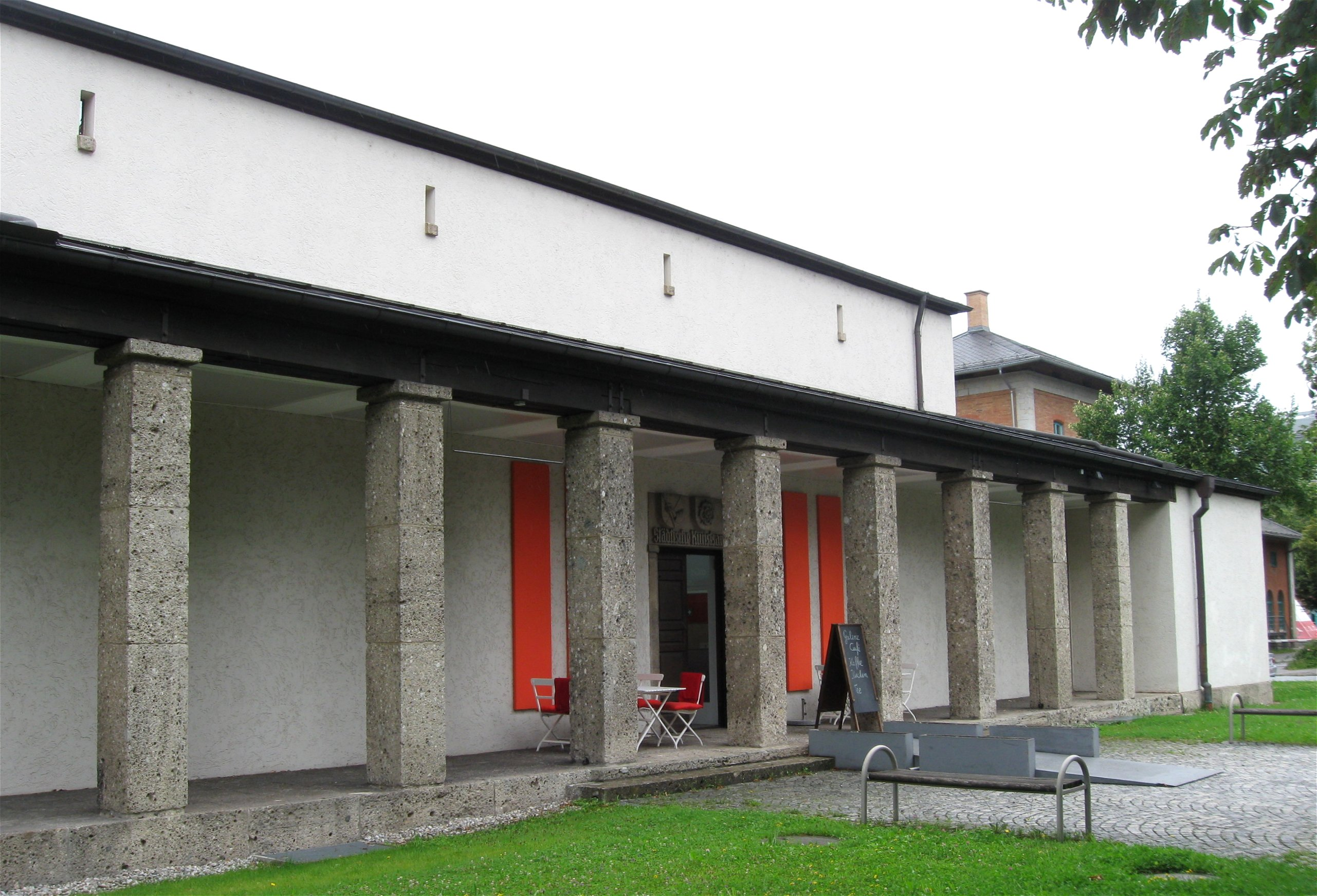
Museum Städtische Galerie
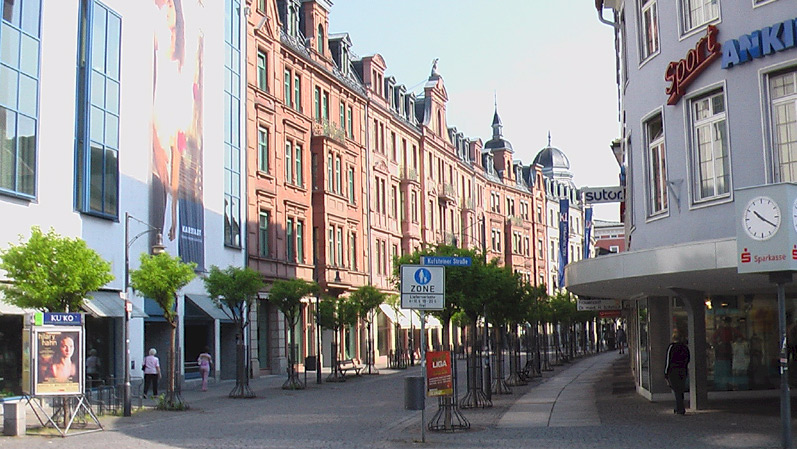
Winkelstraat (voetgangerszone) Münchener Straße
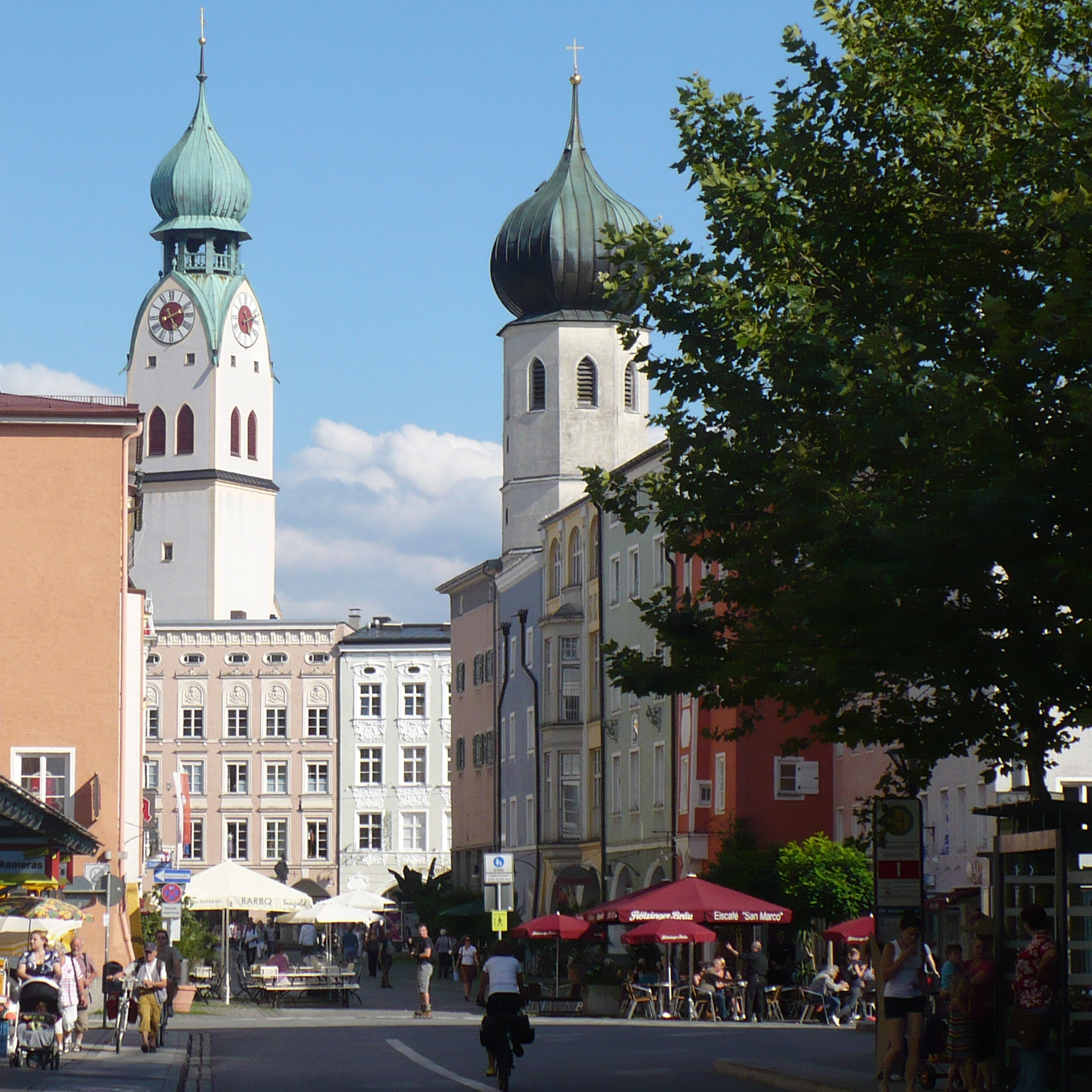
Heilig-Geist-Platz
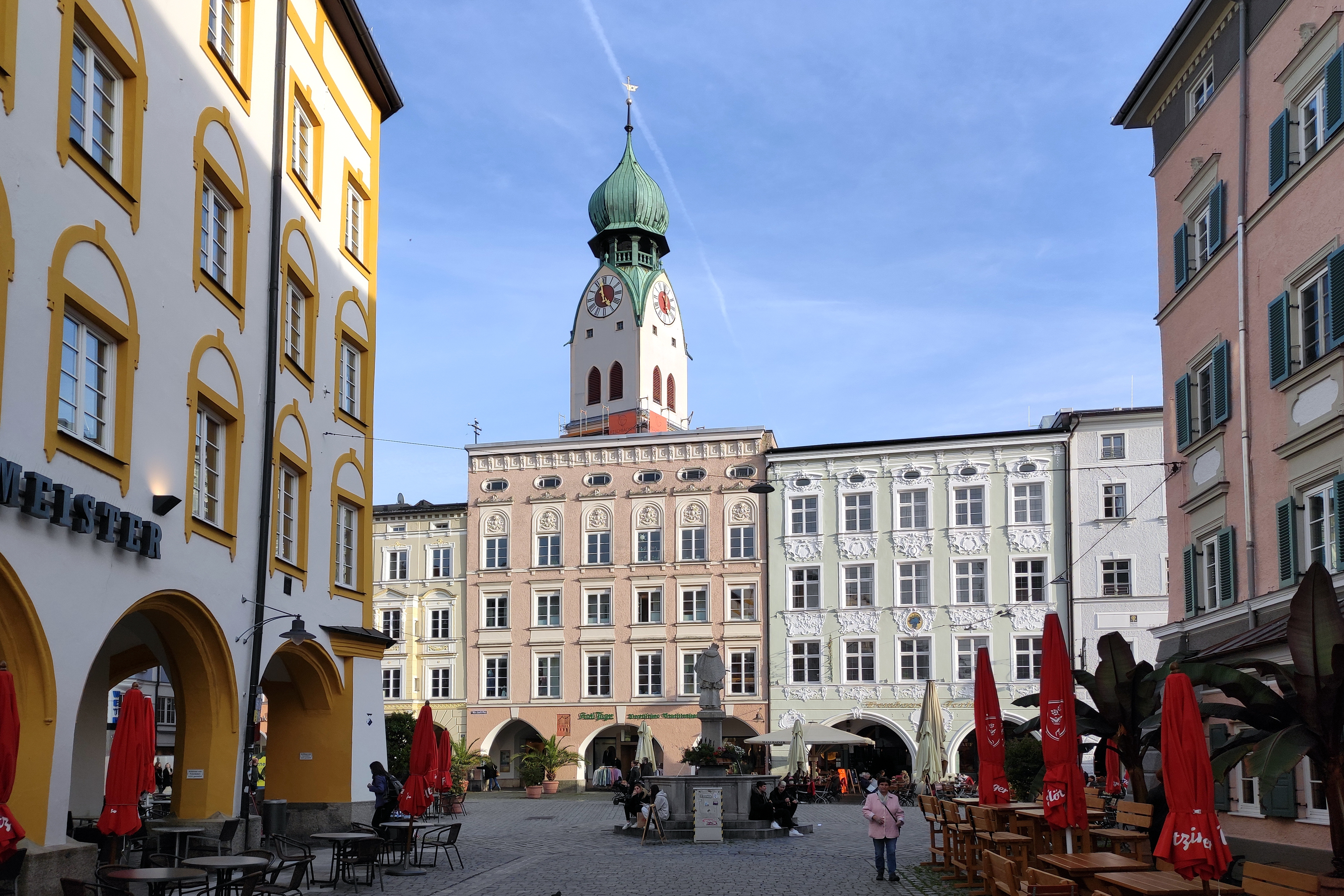
Max-Josefs-Platz
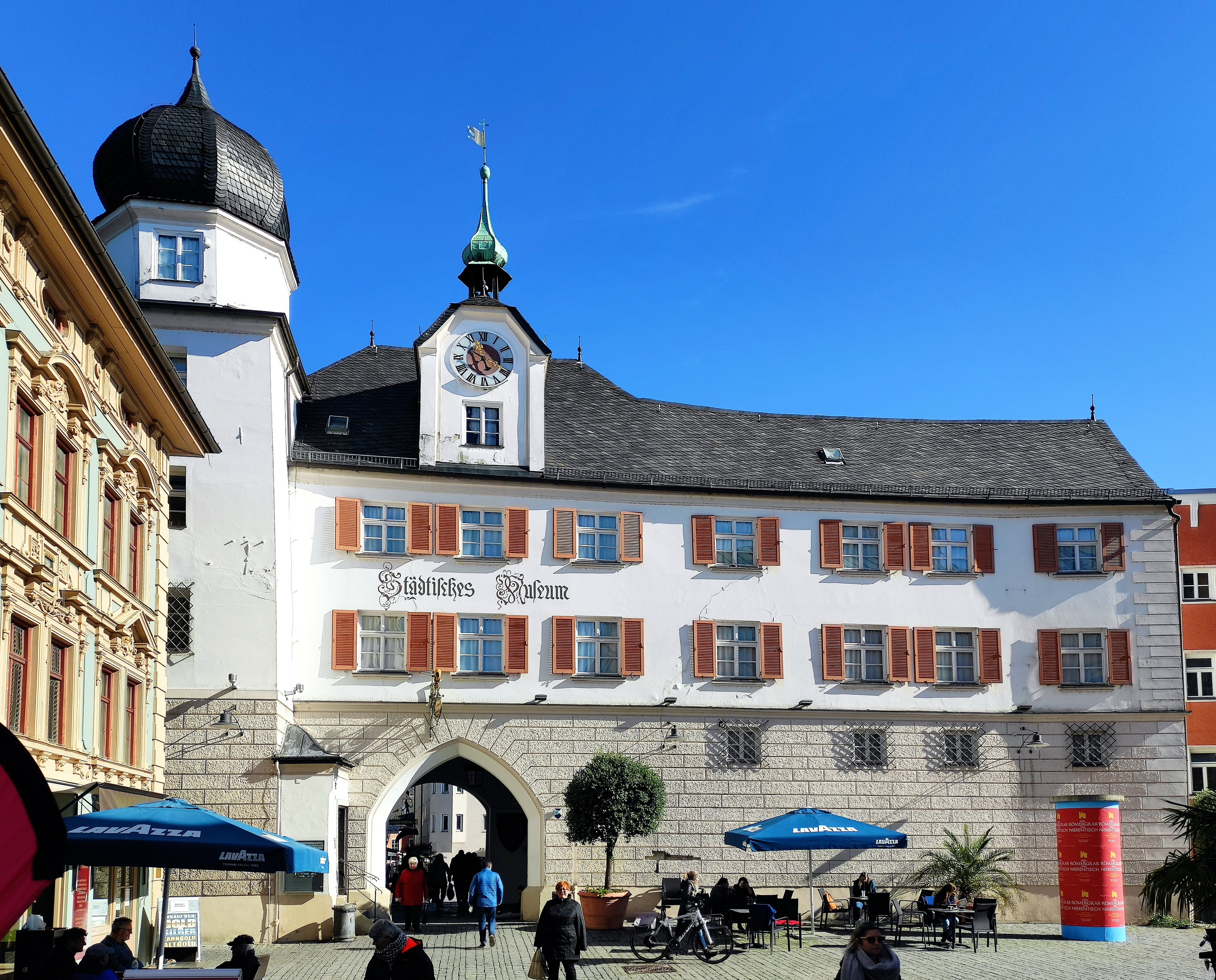
Stedelijk museum en stadspoort Mittertor

## Geboren in Rosenheim
- Hermann Göring (1893-1946), politicus, militaire leider van nazi-Duitsland en oprichter van de Gestapo en de Luftwaffe
- Siegfried Fischbacher (1939-2021), illusionist, de Siegfried van het duo Siegfried & Roy
- George Dzundza (1945), acteur
- Martin Tomczyk (1981), autocoureur
- Tobias Schweinsteiger (1982), voetbaltrainer en voormalig profvoetballer, de oudere broer van Bastian Schweinsteiger
- Vera Klima (1985), zangeres
- Konstantin Schad (1987), snowboarder
- Lars Bender (1989), voetballer
- Sven Bender (1989), voetballer
- Selina Ostermeier (1999), voetbalster

## Overleden in Rosenheim
- Hans-Ulrich Rudel (1916-1982), meest gedecoreerde Duitse gevechtspiloot uit de Tweede Wereldoorlog
- Ray Manzarek (1939-2013), medeoprichter en toetsenist van rockgroep The Doors

## Partnersteden
Rosenheim onderhoudt jumelages met:
- Briançon, Frankrijk, sedert 1974
- Lazise, Italië, sedert 1979
- Ichikawa, Japan, sedert 2008

## In populaire cultuur
Sinds 2002 zendt de Duitse tv-zender ZDF een wekelijkse serie politiefilms met een komische noot uit onder de titel Die Rosenheim-Cops. De handeling van de verhalen speelt zich grotendeels inderdaad in Rosenheim af. Ook worden de opnamen voor de serie deels in Rosenheim gedraaid.
Aichach-Friedberg · Altötting · Amberg · Amberg-Sulzbach · Ansbach (stad) · Landkreis Ansbach · Aschaffenburg (stad) · Landkreis Aschaffenburg · Augsburg (stad) · Landkreis Augsburg · Bad Kissingen · Bad Tölz-Wolfratshausen · Bamberg (stad) · Landkreis Bamberg · Bayreuth (stad) · Landkreis Bayreuth · Berchtesgadener Land · Cham · Coburg (stad) · Landkreis Coburg · Dachau · Deggendorf · Dillingen an der Donau · Dingolfing Landau · Donau-Ries · Ebersberg · Eichstätt · Erding · Erlangen · Erlangen-Höchstadt · Forchheim · Freising · Feyung-Grafenau · Fürstenfeldbruck · Fürth (stad) · Landkreis Fürth · Garmisch-Partenkirchen · Günzburg · Haßberge · Hof (stad) · Landkreis Hof · Ingolstadt · Kaufbeuren · Kelheim · Kempten im Allgäu · Kitzingen · Kronach · Kulmbach · Landsberg am Lech · Landshut (stad) · Landkreis Landshut · Lichtenfels · Lindau · Main-Spessart · Memmingen · Miesbach · Miltenberg · Mühldorf am Inn · München · Landkreis München · Neuburg-Schrobenhausen · Neumarkt in der Oberpfalz · Neurenberg · Neustadt an der Aisch-Bad Windsheim · Neustadt an der Waldnaab · Neu-Ulm · Nürnberger Land · Oberallgäu · Ostallgäu · Passau (stad) · Landkreis Passau · Pfaffenhofen an der Ilm · Regen · Regensburg (stad) · Landkreis Regensburg · Rhön-Grabfeld · Rosenheim (stad) · Landkreis Rosenheim · Roth · Rottal-Inn · Schwabach · Schwandorf · Schweinfurt (stad) · Landkreis Schweinfurt · Starnberg · Straubing · Straubing-Bogen · Tirschenreuth · Traunstein · Unterallgäu · Weiden in der Oberpfalz · Weilheim-Schongau · Weißenburg-Gunzenhausen · Wunsiedel im Fichtelgebirge · Würzburg (stad) · Landkreis Würzburg